# فأر الخلد الشحمي
فأر الخلد الشحمي أو فأر الخلد رأس الكثيب (الاسم العلمي: Bathyergus suillus)، نوع من القوارض وفصيلة العرميات. متوطن في جنوب إفريقيا وسمي هذا النوع باسم رأس الرجاء الصالح.